# Coaña
Coaña is een gemeente in de Spaanse provincie en regio Asturië met een oppervlakte van 65,80 km². Coaña telt 3.401 inwoners (1 januari 2016).

## Demografische ontwikkeling
Bron: INE, 1857-2011: volkstellingen